# Friedrich Glasl
Friedrich Glasl (Wenen, 23 mei 1941) is een Oostenrijks econoom, organisatieadviseur en conflictonderzoeker. Hij woont in Salzburg en werkt onder meer bij het mede door hem opgerichte ontwikkelingsadviesbureau Trigon.

## Leven en werk
Glasl leerde eerst het vak van letterzetter en studeerde daarna politieke wetenschappen en de bijvakken psychologie en filosofie aan de universiteit van Wenen. In 1967 promoveerde hij op een proefschrift over internationale conflictpreventie, en in 1983 habiliteerde hij met een focus op organisatieontwikkeling en conflictonderzoek aan het departement economie van de universiteit van Wuppertal.
Beroepsmatig was Glasl secretaris van de Oostenrijkse afdeling van de vredesorganisatie Service Civil International. In dit verband organiseerde hij werkkampen om mensen van beide zijden van het IJzeren Gordijn bijeen te brengen, bijvoorbeeld in Hongarije en in het Waldviertel. Hij werkte ook op het bureau voor de statistiek van het stadsbestuur van Linz, in drukkerijen en uitgeverijen, en als adjunct-directeur van een keldertheater.
In 1966 emigreerde Glasl naar Nederland, waar hij van 1967 tot 1985 werkzaam was in management consultancy, onderzoek en onderwijs aan het door Bernard Lievegoed opgerichte Instituut voor Organisatieontwikkeling (NPI). Glasl en Lievegoed werden in hun denken en handelen beïnvloed door de antroposofie van Rudolf Steiner en door systemische interpretatie- en beheersmodellen. Het was Lievegoed die als eerste een systemisch-evolutionair proces van dynamische organisatieontwikkeling in drie fasen presenteerde en publiceerde; Glasl breidde dit model later uit met een vierde fase:
1. Pioniersfase
2. Differentiatiefase
3. Integratiefase
4. Associatie fase.

De fasen worden onder andere door Glasl en Lievegoed gekarakteriseerd op basis van de verandering van 7 essentie-elementen, die dus op hun beurt een diagnose mogelijk maken van de huidige processen en heersende subsystemen binnen een organisatie (sociaal subsysteem; technisch-instrumenteel subsysteem; cultureel subsysteem). Als wezenlijke elementen zijn gedefinieerd door Glasl en Lievegoed:
1. Identiteit
2. Beleid, richtsnoeren, programma's,
3. Structuur (organisatiestructuur),
4. Mensen,
5. individuele functies,
6. Procesorganisatie en
7. Fysieke middelen

In 1985 keerde Glasl vanuit Nederland terug naar Oostenrijk. Daar werd hij medeoprichter van "Trigon-Entwicklungsberatung" in Salzburg en docent toegepaste bedrijfskunde aan de universiteit van Klagenfurt, en in 1993 docent organisatieontwikkeling en conflictbeheersing aan de universiteit van Salzburg. Glasl was gasthoogleraar aan de Staatsuniversiteit van Tbilisi (Georgië) en in Zwitserland, Zuid-Afrika, Rusland, Finland en Brazilië.
Friedrich Glasl is getrouwd en vader van drie kinderen.
Naast meer dan 150 specialistische publicaties heeft Glasl ook literaire hoorspelen, verhalen, legenden en poëzie geschreven en runt hij in zijn vrije tijd een poppentheater met zijn vrouw en vrienden.
In 2017 kreeg Glasl voor zijn levenswerk de Life Achievement Award van de nascholingsindustrie.

## Publicaties
- Konfliktmanagement. Diagnose und Behandlung von Konflikten in Organisationen (= Organisationsentwicklung in der Praxis, Band 2), Bern, Stuttgart 1980, ISBN 3-258-02971-7., 4. Auflage 1994, ...., 10. Auflage 2011, 11. Auflage 2013.
- Selbsthilfe in Konflikten . 2002, ...., 5. Auflage 2008
- Konfliktfähigkeit statt Streitlust!. 1998
- Das Unternehmen der Zukunft. Moralische Intuition in der Gestaltung von Organisationen. 1. Auflage 1994, 2. Auflage 1999
- Konflikt, Krise, Katharsis und die Verwandlung des Doppelgängers. 2007
- mit Trude Kalcher und Hannes Piber: Professionelle Prozessberatung, Das Trigon-Modell der sieben OE-Basisprozesse. 2. Auflage 2008
- mit Bernard Lievegoed: Dynamische Unternehmensentwicklung. Wie Pionierbetriebe und Bürokratien zu schlanken Unternehmen werden (= Organisationsentwicklung in der Praxis, Band 6), Bern, Stuttgart, Wien, Haupt, 1993, 1996, 2004, 4. Auflage 2011, ISBN 3-258-05389-8 und ISBN 3-7725-1162-7.
- mit Willem J. J. Jasper: Von kooperativer Marktstrategie zur Unternehmensentwicklung. 1988

## Weblinks
- Literatur von und über Friedrich Glasl im Katalog der Deutschen Nationalbibliothek
- Friedrich Glasl auf der website der trigon Entwicklungsberatung